# Lasiocereus fulvus
Lasiocereus fulvus är en kaktusväxtart som beskrevs av Friedrich Ritter. Lasiocereus fulvus ingår i släktet Lasiocereus och familjen kaktusväxter. Inga underarter finns listade i Catalogue of Life.